# مورسنت الحيادية
مورسنت الحيادية (بالإنجليزية: Neutral Moresnet)‏ كانت عبارة عن دولة ذات سيادة مشتركة بلجيكية - بروسية صغيرة في أوروبا الغربية، ووجدت من 1816 إلى 1920 وكانت تدار بشكل مشترك من قبل المملكة المتحدة لهولندا (بلجيكا بعد استقلالها في عام 1830) ومملكة بروسيا. بلغ عرضها 1.5 كيلومتر (1 ميل) وطولها خمسة كيلومتر (3 ميل) وامتدت على مساحة 360 هكتار (900 أكر). بعد عام 1830، ربطت النقطة الحدودية الشمالية للإقليم في فالزربيرغ بنقطة رباعية مشتركة مع مقاطعة ليمبورخ الهولندية ومقاطعة الراين البروسية ومقاطعة لياج البلجيكية. يتم تمثيل موقعها السابق حاليًا بواسطة نقطة تقاطع ثلاث دول، وهو موقع التقاء حدود بلجيكا وألمانيا وهولندا.